# رضوى عاشور
رضوى عاشور (26 مايو 1946 – 30 نوفمبر 2014) قاصة وروائية وناقدة أدبية وأستاذة جامعية مصرية، وهي زوجة الأديب الفلسطيني مريد البرغوثي، ووالدة الشاعر تميم البرغوثي.
تميز مشروعها الأدبي، في شقه الإبداعي، بتيمات التحرر الوطني والإنساني، إضافة للرواية التاريخية. تراوحت أعمالها النقدية، المنشورة بالعربية والإنجليزية، بين الإنتاج النظري والأعمال المرتبطة بتجارب أدبية معينة. تُرجمت بعض أعمالها الإبداعية إلى الإنجليزية والإسبانية والإيطالية والإندونيسية.

## سيرتها
ولدت رضوى عاشور في حي المنيل في القاهرة سنة 1946، لوالديها مصطفى عاشور المحامي المتحمس للأدب، ومي عزام الشاعرة والفنانة. درست رضوى اللغة الإنجليزية في كلية الآداب بجامعة القاهرة، وبعد حصولها على شهادة الماجستير في الأدب المقارن، من نفس الجامعة، انتقلت إلى الولايات المتحدة حيث نالت شهادة الدكتوراه من جامعة ماساتشوستس، بأطروحة حول الأدب الإفريقي الأمريكي.
في 1977، نشرت رضوى عاشور أول أعمالها النقدية «الطريق إلى الخيمة الأخرى» حول التجربة الأدبية لغسان كنفاني. وفي 1978، صدر لها بالإنجليزية كتاب جبران وبليك؛ وهي الدراسة النقدية التي شكلت أطروحتها لنيل شهادة الماجستير سنة 1972.
في نوفمبر 1979، وتحت حكم الرئيس أنور السادات، تم منع زوجها الفلسطيني مريد البرغوثي من الإقامة في مصر، مما أدى لتشتيت أسرتها.
في 1980، صدر لها آخر عمل نقدي، قبل أن تلج مجالي الرواية والقصة، والمعنون بالتابع ينهض، حول التجارب الأدبية لغرب أفريقيا. تميزت تجربتها ولغاية 2001، بحصرية الأعمال الإبداعية، القصصية والروائية، وكانت أولها أيام طالبة مصرية في أمريكا (1983)، والتي اتبعتها بإصدار ثلاث روايات (حجر دافئ، خديجة وسوسن وسراج) والمجموعة القصصية رأيت النخل، سنة 1989. توجت هذه المرحلة بإصدارها لروايتها التاريخية ثلاثية غرناطة، سنة 1994، والتي حازت، بفضلها، جائزة أفضل كتاب لسنة 1994 على هامش معرض القاهرة الدولي للكتاب.
اشتغلت، بين 1990 و 1993 كرئيسة لقسم اللغة الإنجليزية وآدابها بكلية الآداب بجامعة عين شمس، وزاولت وظيفة التدريس الجامعي والإشراف على الأبحاث والأطروحات المرتبطة بدرجتي الدكتوراه والماجستير.
مع بداية الألفية الثالثة، عادت عاشور لمجال النقد الأدبي، حيث أصدرت مجموعة من الأعمال تتناول مجال النقد التطبيقي، وساهمت في موسوعة الكاتبة العربية (2004)، وأشرفت على ترجمة الجزء التاسع من موسوعة كامبريدج في النقد الأدبي (2005).
نشرت بين 1999 و 2012 أربع روايات ومجموعة قصصية واحدة، من أهمها رواية الطنطورية (2011) ومجموعة تقارير السيدة راء القصصية.
في 2007، توجت بجائزة قسطنطين كفافيس الدولية للأدب في اليونان، وأصدرت سنة 2008، ترجمة إلى الإنجليزية لمختارات شعرية لمريد البرغوتي بعنوان «منتصف الليل وقصائد أخرى».

## نشاطها الأكاديمي والمدني
عضوة فاعلة في المؤسسات التالية:
- لجنة الدفاع عن الثقافة القومية.
- اللجنة الوطنية لمقاومة الصهيونية في الجامعات المصرية.
- مجموعة 9 مارس لاستقلال الجامعات.

إضافة إلى عضويتها في مجموعة من اللجان التحكيمية المرتبطة بالمجالين الثقافي والأكاديمي:
- لجنة جائزة الدولة التشجيعية
- لجنة التفرغ بالمجلس الأعلى للثقافة
- لجنة القصة بالمجلس الأعلى للثقافة

شاركت رضوى عاشور في العديد من المؤتمرات وساهمت في لقاءات أكاديمية عبر العالم العربي (بيروت وصيدا ودمشق وعمان والدوحة والبحرين وتونس والقيروان والدار البيضاء)، وخارجه (في جامعات غرناطة وبرشلونة وسرقسطة في إسبانيا، وهارفرد وكولومبيا في الولايات المتحدة، وكمبريدج وإسكس في إنجلترا، ومعهد العالم العربي في باريس، والمكتبة المركزية في لاهاي، ومعرض فرانكفورت الدولي للكتاب وغيرها).

## أعمالها

### الرواية والقصة
- حَجَر دافئ (رواية)، دار المستقبل، القاهرة، 1985
- خديجة وسوسن (رواية)، دار الهلال، القاهرة، 1987
- رأيت النخل (مجموعة قصصية)، مختارات فصول، الهيئة المصرية العامة للكتاب، القاهرة، 1987
- سراج (رواية)، دار الهلال، القاهرة، 1992
- غرناطة (الجزء الأول من ثلاثية غرناطة) دار الهلال، 1994
- مريمة والرحيل (الجزءان الثاني والثالث من الثلاثية) دار الهلال، 1995. نشرت الطبعة الثانية بعنوان ثلاثية غرناطة، المؤسسة العربية للنشر، بيروت، 1998. صدرت الطبعة الثالثة عن دار الشروق، القاهرة، 2001. وصدرت طبعة خاصة في سلسلة مكتبة الأسرة، القاهرة، 2003
- أطياف (رواية)، دار الهلال، القاهرة، 1999، والمؤسسة العربية للدراسات والنشر، بيروت، 1999
- تقارير السيدة راء (نصوص قصصية)، دار الشروق، القاهرة، 2001
- قطعة من أوروبا (رواية)، المركز الثقافي العربي، بيروت والدار البيضاء ودار الشروق، القاهرة، 2003
- فرج (رواية)، دار الشروق، القاهرة، 2008
- الطنطورية (رواية)، دار الشروق، القاهرة، 2010[4]

### النقد الأدبي
- البحث عن نظرية للأدب: دراسة للكتابات النقدية الأفرو-أمريكية (بالإنجليزية:The Search for a Black Poetics: A Study of Afro-American Critical Writings)، رسالة دكتوراه قدمت لجامعة ماساشوستس بأمهرست في الولايات المتحدة، 1975
- الطريق إلى الخيمة الأخرى: دراسة في أعمال غسان كنفاني، دار الآداب، بيروت، 1977
- جبران وبليك Gibran and Blake (باللغة الإنجليزية)، الشعبة القومية لليونسكو، القاهرة، 1978
- التابع ينهض: الرواية في غرب إفريقيا، دار ابن رشد، بيروت، 1980
- في النقد التطبيقي: صيادو الذاكرة، المركز الثقافي العربي، بيروت والدار البيضاء، 2001
- تحرير بالاشتراك مع آخرين، ذاكرة للمستقبل: موسوعة الكاتبة العربية، (4 أجزاء)، مؤسسة نور لدراسات وأبحاث المرأة العربية والمجلس الأعلى للثقافة، القاهرة، 2004.
- الحداثة الممكنة: الشدياق والساق على الساق: الرواية الأولى في الأدب العربي الحديث، دار الشروق، القاهرة، 2009.[4]

### الترجمة
- الإشراف على الترجمة، إلى العربية، للجزء التاسع من موسوعة كمبريدج في النقد الأدبي؛ القرن العشرون: المداخل التاريخية والفلسفية والنفسية، المجلس الأعلى للثقافة، 2005.
- ترجمة، من العربية إلى الإنجليزية، لشعر مريد البرغوثي بعنوان «منتصف الليل وقصائد أخرى»(Mourid Barghouti, Midnight and Other Poems, trans. Radwa Ashour, Arc Publications, Lanc., 2008)[4]

### السيرة الذاتية
- الرحلة: أيام طالبة مصرية في أمريكا، دار الآداب، بيروت، 1983
- أثقل من رضوى: مقاطع من سيرة ذاتية، دار الشروق، القاهرة، 2013[5]
- الصرخة (مقاطع من سيرة ذاتية)، دار الشروق، القاهرة، 2015

## جوائز وتكريمات

جوجل دودل لرضوى عاشور احتفاء بذكرى ميلادها الثاني والسبعون يوم

- يناير 1995: جائزة أفضل كتاب لعام 1994 عن الجزء الأول من ثلاثية غرناطة، على هامش معرض القاهرة الدولي للكتاب.
- نوفمبر 1995: الجائزة الأولى من المعرض الأول لكتاب المرأة العربية عن ثلاثية غرناطة
- يناير 2003: كانت ضمن مجموعة من 12 أديبا عربيا تم تكريمهم، على هامش معرض القاهرة الدولي للكتاب.
- أكتوبر 2007: جائزة قسطنطين كفافيس الدولية للأدب في اليونان.
- ديسمبر 2009: جائزة تركوينيا كارداريللي في النقد الأدبي في إيطاليا.
- أكتوبر 2011: جائزة بسكارا بروزو عن الترجمة الإيطالية لرواية أطياف في إيطاليا.
- ديسمبر 2012: جائزة سلطان العويس للرواية والقصة.[6]

## وصلات خارجية
- الموقع الرسمي لرضوى عاشور
- مقالات بقلم رضوى عاشور من موقعها الرسمي
- رضوى عاشور: لم أخطط يوما لكتابة رواية فهى التي تقرر متى تأتينى؛ عن موقع الأهرام المصري
- رضوى عاشور.. بين مريمة «غرناطة» ورُقيَّـة«الطنطورية»؛ عن موقع الإمارات اليوم الإماراتي
- لطيفة الزيات بقلم رضوى عاشور، من الموقع الرسمي للطيفة الزيات
- صفحة رضوى عاشور على موقع أبجد
- صفحة اقتباسات رضوى عاشور على موقع أبجد